# Natação no Campeonato Europeu de Esportes Aquáticos de 2022 - 4x200 m livre masculino
A prova do revezamento 4x200 metros nado livre masculino da natação no Campeonato Europeu de Esportes Aquáticos de 2022 ocorreu no dia 11 de agosto no Foro Italico, em Roma na Itália. 

## Calendário
| Fase          | Data         | Hora  |
| ------------- | ------------ | ----- |
| Eliminatórias | 11 de agosto | 10:26 |
| Final         | 11 de agosto | 19:04 |

Todos os horários estão no horário local (UTC+1)

## Recordes
Antes desta competição, os recordes eram os seguintes:
|                       | Nacionalidade  | Tempo   | Local     | Data                |
| --------------------- | -------------- | ------- | --------- | ------------------- |
| Recorde mundial       | Estados Unidos | 6:58.55 | Roma      | 31 de julho de 2009 |
| Recorde europeu       | Reino Unido    | 6:58.58 | Tóquio    | 28 de julho de 2021 |
| Recorde do campeonato | Rússia         | 7:03.48 | Budapeste | 19 de maio de 2021  |

## Medalhistas
| Ouro                                                                                       | Prata | Bronze                                                                                   |
| Hungria · Nándor Németh · Richárd Márton · Balázs Holló · Kristóf Milák · Dániel Mészáros* | Itália · Marco De Tullio · Lorenzo Galossi · Gabriele Detti · Stefano Di Cola · Filippo Megli* · Matteo Ciampi* | França · Hadrien Salvan · Wissam-Amazigh Yebba · Enzo Tesic · Roman Fuchs · Mewen Tomac* |

*Atletas que competiram apenas nas eliminatórias e receberam medalhas

## Resultados

### Eliminatórias
Esses foram os resultados das eliminatórias. 
| Pos. | Raia | Nacionalidade | Nadadores                                                                                             | Tempo   | Notas            |
| ---- | ---- | ------------- | --- | ------- | ---------------- |
| 1    | 2    | Itália        | Filippo Megli (1:48.26) Matteo Ciampi (1:47.20) Gabriele Detti (1:46.57) Lorenzo Galossi (1:47.00)    | 7:09.03 | Q                |
| 2    | 6    | França        | Mewen Tomac (1:48.42) Wissam-Amazigh Yebba (1:46.15) Enzo Tesic (1:47.37) Roman Fuchs (1:47.65)       | 7:09.59 | Q                |
| 3    | 5    | Alemanha      | Lukas Märtens (1:47.31) Poul Zellmann (1:47.73) Henning Mühlleitner (1:49.35) Timo Sorgius (1:49.88)  | 7:14.27 | Q                |
| 4    | 0    | Suíça         | Antonio Djakovic (1:47.22) Nils Liess (1:48.88) Jérémy Desplanches (1:49.32) Roman Mityukov (1:49.31) | 7:14.73 | Q                |
| 5    | 9    | Israel        | Bar Soloveychik (1:49.02) Ron Polonsky (1:48.77) Daniel Namir (1:49.14) Denis Loktev (1:48.78)        | 7:15.71 | Q                |
| 6    | 3    | Hungria       | Richárd Márton (1:48.57) Dániel Mészáros (1:49.48) Balázs Holló (1:48.12) Nándor Németh (1:49.74)     | 7:15.91 | Q                |
| 7    | 4    | Suécia        | Robin Hanson (1:49.58) Victor Johansson (1:47.94) Marcus Holmquist (1:49.71) Elias Persson (1:51.25)  | 7:18.48 | Q                |
| 8    | 1    | Reino Unido   | Cameron Kurle (1:50.29) Edward Mildred (1:50.49) Kieran Bird (1:48.05) Jacob Whittle (1:49.78)        | 7:18.61 | Q                |
| 9    | 8    | Bulgária      | Antani Ivanov (1:49.00) Petar Mitsin (1:49.08) Kaloyan Levterov (1:51.10) Yordan Yanchev (1:49.65)    | 7:18.83 | Recorde nacional |
| 10   | 7    | Lituânia      | Danas Rapšys (1:48.39) Daniil Pancerevas (1:50.19) Tomas Sungaila (1:51.71) Tomas Navikonis (1:50.75) | 7:21.04 | Recorde nacional |

### Final
Esse foi o resultado da final. 
| Pos.              | Raia | Nacionalidade | Nadadores                                                                                              | Tempo   | Notas            |
| ----------------- | ---- | ------------- | --- | ------- | ---------------- |
| Medalha de ouro   | 7    | Hungria       | Nándor Németh (1:46.28) Richárd Márton (1:47.01) Balázs Holló (1:47.67) Kristóf Milák (1:44.42)        | 7:05.38 | Recorde nacional |
| Medalha de prata  | 4    | Itália        | Marco De Tullio (1:46.47) Lorenzo Galossi (1:47.91) Gabriele Detti (1:46.51) Stefano Di Cola (1:45.36) | 7:06.25 |                  |
| Medalha de bronze | 5    | França        | Hadrien Salvan (1:46.50) Wissam-Amazigh Yebba (1:45.92) Enzo Tesic (1:47.51) Roman Fuchs (1:47.04)     | 7:06.97 |                  |
| 4                 | 6    | Suíça         | Antonio Djakovic (1:46.10) Nils Liess (1:49.35) Noè Ponti (1:46.42) Roman Mityukov (1:46.39)           | 7:08.26 |                  |
| 5                 | 2    | Israel        | Denis Loktev (1:48.78) Daniel Namir (1:48.43) Bar Soloveychik (1:47.53) Ron Polonsky (1:47.24)         | 7:11.98 |                  |
| 6                 | 8    | Grã-Bretanha  | Matthew Richards (1:48.16) Kieran Bird (1:48.09) Jacob Whittle (1:49.44) Thomas Dean (1:46.69)         | 7:12.38 |                  |
| 7                 | 3    | Alemanha      | Lukas Märtens (1:46.22) Poul Zellmann (1:48.45) Henning Mühlleitner (1:48.92) Timo Sorgius (1:49.99)   | 7:13.58 |                  |
| 8                 | 1    | Suécia        | Robin Hanson (1:48.56) Victor Johansson (1:48.56) Marcus Holmquist (1:50.26) Elias Persson (1:51.35)   | 7:18.73 |                  |

Legenda
| Recorde mundial       | Recorde mundial (World record)               |                       | Recorde africano                      | Recorde africano (African) |                                           | Q | Classificado por posição (Qualified) |
| Recorde do campeonato | Recorde do campeonato (Championship record)  | Recorde da América    | Recorde da América (Americas)         | q                          | Classificado por melhor tempo (Qualified) |   |                                      |
| Melhor marca do ano   | Melhor marca do ano (World leading)          | Recorde asiático      | Recorde asiático (Asian)              | DNS                        | Não largou (Did not start)                |   |                                      |
| Recorde nacional      | Recorde nacional (National record)           | Recorde europeu       | Recorde europeu (European)            | DNF                        | Não terminou (Did not finish)             |   |                                      |
| Recorde pessoal       | Recorde pessoal do atleta (Personal best)    | Recorde da Oceania    | Recorde da Oceania (Oceania)          | DSQ / DQ                   | Desclassificado (Disqualified)            |   |                                      |
| Recorde da temporada  | Recorde da temporada do atleta (Season best) | Recorde sul-americano | Recorde sul-americano (South America) | NM                         | Sem marca (No mark)                       |   |                                      |